# Bismarckturm (Schoden)
Der Bismarckturm am Rande des Geisberges bei Schoden liegt in der Verbandsgemeinde Saarburg-Kell im Landkreis Trier-Saarburg, Rheinland-Pfalz und ist der einzige Bismarckturm in diesem Landkreis.
Ob der Bismarckturm ursprünglich als Denkmal zu Ehren des 1890 entlassenen ersten deutschen Reichskanzlers Fürst Otto von Bismarck errichtet wurde, ist nicht eindeutig geklärt. Fest steht jedoch, dass das ursprünglich als Domänenturm bezeichnete Bauwerk laut einer Zeitungsmeldung vom 22. Juli 1903 mit einem Bildnis des Fürsten Bismarck geschmückt wurde und den Namen Bismarckturm erhielt. Heute dient das Bauwerk als Aussichtsturm und bietet einen Panorama-Ausblick auf den naturbelassenen Altarm sowie den neu geschaffenen Kanal der Saar.

## Baugeschichte
Angeregt wurde der Bau von Forstmeister Hepp; finanziert wurde der Bau aus Spenden. Als Ort wählte man einen steil zur Saar abfallenden Weinberg im Süden der Gemarkung Schoden. Hier stand zuvor eine Schutzhütte für die Weinbergsarbeiter. Im Zusammenhang mit dem Bau der Weinbaudomäne Ockfen wurde im September des Jahres 1902 der Grundstein zum Bau des Turmes gelegt und bereits im Oktober desselben Jahres war der Rohbau vollendet. Die Bauarbeiten konnten im April 1903 abgeschlossen werden, die Einweihung wurde am 21. Juli 1903 vorgenommen. Zur Einweihung erhielt der Turm auf seiner Südseite ein bronzenes Bismarck-Relief, das aber Mitte der 70er Jahre entwendet und erst zur 100-Jahr-Feier durch eine neue, von einem Schodener Bürger gestiftete, Gedenktafel ersetzt wurde.
Erbaut ist der Turm aus Schiefergestein und verstärkenden Quadern aus Rotsandstein. Über einem rechteckigen Grundriss erhebt sich der Turm hangseitig über mehrere Geschosse zu einer Gesamthöhe von 5 m. Die Aussichtsplattform ist von einer mittelalterlich anmutenden Zinnenkrone eingefasst, die über einem Rundbogenfries aufragt. Ursprünglich besaß der Turm 17 Treppenstufen die zur Aussichtsplattform empor führten. Durch eine Aufschüttung sind heute nur noch 14 Stufen zu sehen.
Bis zum Jahr 1973 stand der Turm im Eigentum der Staatlichen Weinbaudomäne. Als das Interesse der Domänenverwaltung am Erhalt des Bauwerkes jedoch nach wiederholten Beschädigungen durch Unbekannte endgültig zurückging, erwarb die Ortsgemeinde Schoden am 22. Februar 1974 zu einem Preis von 1.000 DM den Turm mit dem dazugehörigen 212 m² großen Gelände. Am 8. September 2002 feierte man das 100-jährige Bestehen des Bismarckturms.

## Heutige Nutzung
Für Besucher und Ausflügler ist der Turm ganzjährig begehbar. Er bietet eine weite Sicht über das untere Saartal von Saarburg bis Wiltingen am Altarm der Saar sowie Kanzem am Saarkanal.